# SS Op Ten Noort
Le SS Op Ten Noort était un paquebot de luxe construit par la Nederlandsche Scheepsbouw Maatschappij à Amsterdam, aux Pays-Bas et achevé en 1927. Le navire a été construit pour et détenu par la Koninklijke Paketvaart-Maatschappij (Royal Packet Navigation Company).
En décembre 1941, il devint un navire-hôpital de la Marine royale néerlandaise. Peu de temps après sa conversion, la marine japonaise a capturé le navire et l'a rebaptisé Tenno Maru. Pour couvrir les crimes de guerre contre le navire et son équipage médical, à la fin de la guerre, il a été coulé le 17 août 1945. Avant de la couler, il a de nouveau été rebaptisée Hikawa Maru No.2, d'après le Hikawa-jinja, un sanctuaire shinto à Saitama.

## Indes orientales néerlandaises
En tant que paquebot de luxe, l'Op Ten Noort a été mis en service dans ce qu'on appelait les Indes orientales néerlandaises (aujourd'hui l'Indonésie). Le siège de la Koninklijke Paketvaart Maatschappij était à Java à cette époque. Le navire transportait à la fois des passagers et des marchandises sur des routes très rentables du Pacifique Sud. Il avait un navire jumeau, le SS Plancius. En tant que navire de luxe le paquebot possédait 130 cabines de première classe avaient accès à des salons, des bars, un fumoir et une véranda tropicale. Pour les plus aisés, il y avait deux Suite Delux avec salon, chambre, deux salles de bain, terrasse privée (véranda). Il y avait aussi 18 cabines de deuxième classe, et pour les passagers de jour un Tweendeck (en) et une cafétéria.

## Seconde Guerre mondiale
Avec le déclenchement de la Seconde Guerre mondiale, le SS Op Ten Noort a été repris par la Marine royale néerlandaise en décembre 1941 alors qu'il accostait à Jakarta. Là, il a été réaménagé en un navire-hôpital, peint tout en blanc avec d'énormes croix rouges. Le gouvernement néerlandais a officiellement signalé au ministère japonais des Affaires étrangères à l'ambassade de Suède à Tokyo les changements apportés au navire. C'était maintenant un navire-hôpital opérationnel, car il ne ferait donc pas partie de l'effort de guerre, c'est-à-dire qu'il ne transporterait ni armes ni troupes actives. Le 4 février 1942, le ministère japonais des Affaires étrangères et le ministère de la Marine reconnaissent le changement de statut de l'Op Ten Noort par le biais de l'ambassade de Suède.
Le 21 février 1942, maintenant terminé, il partit de Surabaya pour son premier voyage pour aider les alliés blessés. Mais à seulement quelques heures du port, l'Op Ten Noort a été bombardé par l'aéronavale japonaise dans la mer de Java. Un chirurgien et trois infirmières ont été tués, onze ont été grièvement blessés. Le gouvernement néerlandais envoya au Japon une note de protestation officielle contre le bombardement par l'intermédiaire de l'ambassade de Suède.
Après des réparations, le 28 février 1942, il est arraisonné et réquisitionné par les destroyers japonais Amatsukaze et Murasame près de l'île de Bawean, interrompant à nouveau son travail de sauvetage. Les Japonais forcèrent son équipage à transporter des prisonniers de guerre alliés vers leurs lieux de détention. Le premier mouvement de prisonniers était celui de 59 hommes du sous-marin américain USS Perch qui se trouvaient sur le destroyer japonais Ushio. À la fin de mars 1942, il avait 970 prisonniers de guerre, la plupart appartenaient aux 800 survivants du croiseur lourd britannique HMS Exeter coulé le 1er mars 1942. Les prisonniers de guerre étaient détenus dans de très mauvaises conditions et n'étaient nourris que d'une tasse de riz par jour. L' Op Ten Noort est devenu ce qu'on appelle un navire infernal japonais (Hell Ship).
Le 20 décembre 1942 il a été rebaptisé Tenno Maru, un navire-hôpital japonais officiel. L'équipage du navire néerlandais a été retiré du navire et est devenu prisonnier de guerre au camp Miyoshi, près de Yokohama. Le Japon avait signé la Convention de La Haye de 1907 interdisant d'attaquer un navire-hôpital, considéré comme crime de guerre,.
À la fin de la guerre, le navire a été transformé de nouveau en octobre 1944 afin de le soustraire à une possible identification. Une deuxième cheminée factice a été ajoutée pour modifier son identification visuelle. Il a été rebaptisé Hikawa Maru No.2. Il a à la fois servi de navire-hôpital  et transporté des marchandises de guerre. Pour la dernière partie de 1944 et en 1945, il a voyagé de Singapour et de Manille avec une cargaison d'or pillé et d'autres valeurs provenant des conquêtes japonaises. Les semaines avant la capitulation du Japon, il est arrivé au Japon avec de l'or, du platine, des diamants et des pierres précieuses. Le 15 août 1945, les Japonais annoncent officiellement leur capitulation. Pour couvrir les crimes de guerre et cacher le butin volé, le navire a été coulé le 17 août 1945 dans la baie de Wakasa par 400 pieds d'eau. Deux charges explosives de 328 livres ont été placées au fond de la coque et actionnées par des télécommandes pour couler le navire,,.

## Après la guerre
Les Pays-Bas pensaient que l'Op Ten Noort avait coulé à cause d'une mine marine près de Makassar sous le nom de Tenno Maru, ignorant l'existence du complot Hikawa Maru No.2. En 1953, le gouvernement néerlandais a déposé une demande d'indemnisation de 700 millions de yens contre le gouvernement japonais. Après des années de pourparlers, 100 millions de yens (500 000 $) ont finalement été versés au gouvernement néerlandais en 1978. Les informations sur le butin de l'épave ne sont pas publiques.
En 2017, l'épave de l'Op Ten Noort a été retrouvée et la société de radiodiffusion japonaise NHK a réalisé un documentaire sur le navire.

### Liens connexes
- Liste des navires-hôpitaux coulés pendant la Seconde Guerre mondiale
- Crimes de guerre du Japon Shōwa
- Awa Maru
- Asahi Maru